# Deutsche Leichtathletik-Meisterschaften 1902
Die 5. Deutschen Leichtathletik-Meisterschaften wurden 1902 in drei Disziplinen an drei verschiedenen Orten zu unterschiedlichen Terminen – wie in der Tabelle unten aufgelistet – ausgetragen.

## Zeitplan und Austragungsorte
| Datum        | Disziplin | Ort               |
| ------------ | --------- | ----------------- |
| 3. August    | 1500 m    | Hannover          |
| 17. August   | 0100 m    | Frankfurt am Main |
| 7. September | 0200 m    | Hamburg           |

## Medaillengewinner
| Disziplin | Gold                                    | Leistung   | Silber                         | Leistung | Bronze                                                     | Leistung   |
| --------- | --------------------------------------- | ---------- | ------------------------------ | -------- | ---------------------------------------------------------- | ---------- |
| 100 m     | Julius Keyl (MTV München von 1879)      | 11,4 s0    | H. Happel (TSV Frankfurt)      |          | Walter Keyl (MTV München von 1879)                         |            |
| 200 m     | Reinhold Herting (Berliner FC Preussen) | 23,8 s0    | Curt Doerry (BFC Preussen)     |          | Hans Duhne (SC Germania Hamburg)                           |            |
| 1500 m    | Hermann Friese (SC Germania Hamburg)    | 4:23,4 min | Walter Friedrich (VfB Leipzig) |          | Arthur Ljunggren – Schweden (Magdeburger FC Viktoria 1896) | 4:27,0 min |